# Werner Huß
Werner Huß, né le 8 septembre 1936 à Schwabmünchen et mort le 21 avril 2023 à Munich, est un historien de l'Antiquité allemand.

## Biographie
Ses principaux domaines de recherche sont l'histoire carthaginoise, l'histoire hellénistique (en particulier l'Égypte ptolémaïque) et l'histoire religieuse antique.
Il est le père de l'historien latin médiéval Bernhard Huß.

## Principales publications
- (de) Untersuchungen zur Außenpolitik Ptolemaios' IV, Munich, Beck, 1976 (ISBN 3-406-00669-8).
- (de) avec Karl Strobel (de), Beiträge zur Geschichte, Bamberg, Bayerische Verlagsanstalt, 1983 (ISBN 3-87052-657-2).
- (de) Geschichte der Karthager, Munich, Beck, 1985 (ISBN 3-406-30654-3, lire en ligne).
- (de) Karthago, Darmstadt, Wissenschaftliche Buchgesellschaft, 1992 (ISBN 3-534-04236-0).
- (de) Der makedonische König und die ägyptischen Priester, Stuttgart, Steiner, 1994 (ISBN 3-515-06502-4).
- (de) Ägypten in hellenistischer Zeit 332–30 v. Chr, Munich, Beck, 2001 (ISBN 3-406-47154-4).
- (de) Die Verwaltung des ptolemaiischen Reichs, Munich, Beck, 2011 (ISBN 978-3-406-62915-0).
- (de) Die Wirtschaft Ägyptens in hellenistischer Zei, Munich, Beck, 2012 (ISBN 978-3-406-64088-9).